# Liber fundationis episcopatus Vratislaviensis
Der Liber fundationis episcopatus Vratislaviensis ist ein in lateinischer Sprache verfasstes Zehntregister des Bistums Breslau. Es entstand an der Wende vom 13. zum 14. Jahrhundert und erlangte besondere Bedeutung für die Geschichte von Schlesien. Die dank dem Register genauer umrissene Grenze des Bistums entspricht vermutlich dem geographischen Umfang des ursprünglichen Schlesien. Zudem dient das Register als Quelle, da in diesem viele schlesische Orte zum ersten Mal urkundlich erwähnt wurden. Gelegentlich wird das Jahr der Veröffentlichung auch als Gründungsdatum der Orte angegeben.
Häufig wurde angenommen, das Zehntregister sei 1305 in der Zeit des Bischofs Heinrich von Würben erstellt worden. Deshalb feierten viele Orte in Schlesien 2005 ihr 700. Jubiläum. Neuerdings wird das Register auf das Jahr 1295 in die Amtszeit des Bischofs Johann Muskata datiert. Allerdings wird auch vermutet, dass die Daten aus verschiedenen Teilen des Bistums über mehrere Jahre gesammelt wurden.
Das Register ist aufgeteilt in:
- Registrum Nissense (mit dem Fürstentum Neisse)
- Registrum Wratislaviense (mit dem Archidiakonat Breslau)
- Registrum Wyasdense (mit dem Archidiakonat Ujest)
- Registrum Legnicense (mit dem Archidiakonat Liegnitz)
- Registrum Glogoviense (mit dem Archidiakonat Glogau)

Der Register diente für die Ordnung der Finanzierung des Bistums. Nicht alle schon früher erwähnten Ortschaften wurden im Zehntregister gelistet, wahrscheinlich weil die alten Steuerverbindlichkeiten schon anderswo aufgeschrieben worden waren. Für die besser etablierten deutschrechtlichen Siedlerdörfer wurde die Zahl der Hufen angegeben, die jüngsten Ortschaften wurden oft nur als item in XXX eingeschrieben.
Zudem belegt das Register, dass durch die Deutsche Ostsiedlung bereits um 1300 bis in die östlichsten Teile Oberschlesiens deutsche Siedler verbreitet waren und sesshaft wurden, besonders im Herzogtum Teschen (mit der Kastellanei von Auschwitz, die jedoch im Bistum Krakau lag). Dies ergibt sich u. a. bei Ortsnamen mit dem Suffix -dorf oder -wald und mit deutschen Personennamen als Bestandteil von Ortsnamen. Zudem ist bei einigen Orten verzeichnet, ob diese nach deutschem (die Unterscheidung von Orten als Theutonicalis) oder polnischem Recht (iure polonico bzw. Ius Ducale) gegründet worden waren.
Die Veröffentlichung des Zehntregisters als 14. Teil des Codex diplomaticus Silesiae im Jahr 1889 führte dazu, dass es erstmals der breiten Öffentlichkeit zugänglich gemacht wurde.